# Otto I Dziecię
Otto I Dziecię (niem. Otto I. das Kind; ur. 1204 r., zm. 12 czerwca 1252 r.) – książę Brunszwiku i Lüneburga od 1235 r. z dynastii Welfów.

## Życiorys
Otto I był synem księcia lüneburskiego Wilhelma oraz Heleny, córki króla duńskiego Waldemara I Wielkiego. Po śmierci swego ojca w 1212 lub 1213 r. nie zdołał objąć swego dziedzictwa, które znalazło się pod rządami stryja, cesarza Ottona IV. Po śmierci tego ostatniego oraz drugiego stryja, Henryka V, ostatnich synów Henryka Lwa Otto (który był wnukiem Lwa) stał się jedynym męskim przedstawicielem rodu Welfów. Uczestniczył w wojnach między władcami Danii a książętami północnoniemieckimi. W ich trakcie dwa lata spędził w niewoli w Meklemburgii, z której został uwolniony dzięki interwencji króla Anglii Henryka III oraz papieża Grzegorza IX. Odnowił tradycyjnie bliskie kontakty Welfów z angielskim dworem królewskim, ale nie poszedł w ślady swoich poprzedników i odmówił dwukrotnie kandydowania do niemieckiej korony królewskiej, starając się zachować neutralność polityczną. Został obłożony przez papieża ekskomuniką wskutek swoich interwencji w sprawy arcybiskupstwa Bremy, od czego się uwolnił obietnicą krucjaty przeciwko Prusom.
W 1235 r. doszedł do porozumienia z cesarzem Fryderykiem II i otrzymał od tego ostatniego jako lenno dziedziczne kraje Welfów: Brunszwik i Lüneburg. W latach 1239–1240 uczestniczył w zwycięskich kampaniach wojennych przeciwko Prusom. Obdarowywał przywilejami miasta znajdujące się w granicach jego domeny. W 1247 r. poczynił pewne nabytki terytorialne po wymarciu dynastii Ludowingów z Turyngii. Tuż przed śmiercią zaangażował się w sprawę elekcji królewskiej, popierając kandydaturę swego zięcia Wilhelma, hrabiego Holandii.

## Potomkowie
Otto I poślubił w 1229 r. Matyldę (zmarłą w 1261 r.), córkę margrabiego Brandenburgii Albrechta II. Mieli 10 dzieci:
- Matylda (ur. ?, zm. pomiędzy 1295 i 1298), żona hrabiego Anhaltu Henryka II,
- Helena (ur. ok. 1231, zm. 1273), żona landgrafa Turyngii Hermana II, a następnie księcia Saksonii Albrechta I,
- Otto (ur. ?, zm. 1247),
- Elżbieta (ur. ?, zm. 1266), żona hrabiego Holandii Wilhelma II,
- Albrecht I Wielki (ur. pomiędzy 1236 i 1244, zm. 1279), książę Brunszwiku,
- Jan I (ur. 1242, zm. 1277), książę Lüneburga,
- Otto (ur. ?, zm. 1279), biskup Hildesheim,
- Konrad (ur. ?, zm. 1300), biskup Verden,
- Adelajda (ur. ?, zm. 1274), żona landgrafa Hesji Henryka I,
- Agnieszka (ur. ok. 1250, zm. 1302), żona księcia Rugii Wisława II.